# Elevate
Albums de Big Time Rush
B.T.R.
(2010) Big Time Movie Soundtrack
(2012)
Elevate est le titre du deuxième album de Big Time Rush, édité le 21 novembre 2011 chez le label Colombia Records.

## Liste des titres
| 1.    | Music Sounds Better with U (feat. Mann) | - Tedder - Zancanella - Kutzle               | 3:09 |
| 2.    | Show Me                                 | Secon                                        | 2:51 |
| 3.    | All Over Again                          | - Brian Kennedy                              | 3:37 |
| 4.    | No Idea                                 | - Stewart - The-Dream                        | 4:59 |
| 5.    | Cover Girl                              | Gad                                          | 3:00 |
| 6.    | Love Me, Love Me                        | - Sharpe - Cutfather - Rojas - Kay N' Dustry | 3:01 |
| 7.    | If I Ruled the World (feat. IYAZ)       | Kiriakou                                     | 3:00 |
| 8.    | Invisible                               | Rotem                                        | 3:20 |
| 9.    | Time of Our Life                        | - Infinity - Holmes                          | 3:27 |
| 10.   | Superstar                               | - OFM                                        | 3:23 |
| 11.   | You're Not Alone                        | Rojas                                        | 3:53 |
| 12.   | Elevate                                 | - Sharpe - Johnny Powers Severin - Sanicola  | 3:06 |
| 40:46 |                                         |                                              |      |

| 13. | Blow Your Speakers | Fraser T Smith | 3:12 |

| 13. | Paralyzed | 3:11 |

| 13. | Epic | 3:26 |

| 13. | Windows Down | 3:13 |